# Servo (böngészőmotor)
A Servo egy kísérleti böngészőmotor, melyet a Mozilla és a Samsung fejlesztett ki. A programot a Mozilla által kifejlesztett Rust programozási nyelven írták. A Mozilla jelenleg nem tervezi hogy integrálja a Servót bármilyen termékébe, köztük a Firefoxba.

## Fordítás
- Ez a szócikk részben vagy egészben a Servo (layout engine) című angol Wikipédia-szócikk ezen változatának fordításán alapul.  Az eredeti cikk szerkesztőit annak laptörténete sorolja fel. Ez a jelzés csupán a megfogalmazás eredetét és a szerzői jogokat jelzi, nem szolgál a cikkben szereplő információk forrásmegjelöléseként.